# すっぽんの女たち
『すっぽんの女たち』（すっぽんのおんなたち）は、テレビ朝日で2010年6月3日（2日深夜）から2011年3月31日（30日深夜）まで放送されていたバラエティ番組（関東ローカル）。
2011年4月より放送時間を移動するとともに放送時間が25分に拡大され『すっぽんの女たち2』に改題され、同年10月より再び『すっぽんの女たち』に戻され、同月中に『すっぽんの女たち〜巣に帰る〜』と更なる再改題が行われている。それらの番組についても後述する。

## すっぽんの女たち（2010年6月4日 - 2011年4月1日）

### 概要
- SDN48初の地上波レギュラー番組[要出典]。GREEとのタイアップ企画としてメンバーを投票し、メジャー・デビュー（シングル選抜）メンバーを決定するためのアピール番組としてスタートした[要出典]。内容は、架空の芸能事務所「加藤興業」の笑福亭笑瓶社長が自らの事務所の所属タレント、SDN48を各メディアに売り込むというものであった[要出典]。
- メジャー・デビュー決定後の2010年10月7日より番組内容をリニューアル。男性ゲストを迎え、メンバー全員でテーマトークをする形式になった[要出典]。番組の最後にゲストにより「今日のNo.1すっぽん娘」が選ばれ、次の回に最前列のセンターに座ることができる[要出典]。
- No.1すっぽん娘に選ばれたメンバーには番組の最後に1分間カメラを独占する時間が与えられる[要出典]。
  - 「すっぽん娘のひとりごと」（2010年10月7日、14日、11月18日 - 2011年1月13日）

「自分の部屋の鏡の前!!」という設定でフリートークすることができる
  - 「すっぽん娘とゲストのふたりごと」（2010年10月21日 - 11月11日）

ゲストの持ち込んだ告知をゲストとふたりだけで伝えられる
  - 「すっぽん娘のグラマラス・ダンス」（2011年1月20日 - ）

2004年公開の映画『キューティーハニー』の主題歌[注釈 1]に合わせたセクシーダンスを披露できる
- ナレーションは、番組開始時からリニューアルまではSDN48メンバーが持ち回りで担当し、提供読み（「喰らいついたら離れません!」含む）も行っていた[要出典]。2010年10月7日のリニューアル後は浦野一美がレギュラーでナレーションを担当した[要出典]。
- BGMは桃太郎電鉄シリーズのサントラが頻繁に使用されている[要出典]。

### 出演者
2010年9月30日まで
- 社長：笑福亭笑瓶
- 秘書：野呂佳代（SDN48）
- 秘書：佐藤由加理（SDN48）
- SDN48

2010年10月7日以降
- 社長（MC）：笑福亭笑瓶
- SDN48

### 放送日程

#### 2010年6月3日 - 9月30日
| 回 | 放送日        | 出演メンバー                                                 | ナレーション   | 放送内容・訪問先 | ED曲                         |
| -- | ------------- | ------------------------------------------------------------ | -------------- | --- | ---------------------------- |
| 1  | 2010年 6月3日 | なちゅ 木本夕貴 細田海友                                     | 伊藤花菜       | 「日刊スポーツの一面を華麗に飾っちゃうぞ!!」の巻 日刊スポーツ編集部 | 孤独なランナー               |
| 2  | 6月10日       | 大堀恵 芹那 チェン・チュー                                   | 加藤雅美       | 「週刊プレイボーイの表紙を華麗に飾っちゃうぞ!!」の巻 集英社・週刊プレイボーイ編集部                                                                                                  | 普通のあなた                 |
| 3  | 6月17日       | 浦野一美 近藤さや香 西国原礼子                               | チェン・チュー | 「ニッポン放送で冠番組を作っちゃうぞ!!」の巻 ニッポン放送 | 愛されるために               |
| 4  | 6月24日       | 河内麻沙美 KONAN 二宮悠嘉                                    | 近藤さや香     | 「SDN48のスクープをドッカ〜ンとフライデーしてもらうぞ」の巻 講談社・FRIDAY編集部 | じゃじゃ馬レディー           |
| 5  | 7月1日        | 伊藤花菜 奈津子 亜希子                                       | 小原春香       | 「SDN48のウリコミ! 人気番組に出演を果たせるか」 テレビ朝日・ちい散歩番組編集部 | I'm sure                     |
| 6  | 7月8日        | 加藤雅美 今吉めぐみ 福山咲良                                 | 穐田和恵       | 「SDN48の『ザテレビジョン』に出演交渉!」 角川マーケティング・ザテレビジョン編集部 | オールイン                   |
| 7  | 7月15日       | 大河内美紗 手束真知子 たかはしゆい                           | 西国原礼子     | 「鎌倉・由比ガ浜『まぜそばビレッジ』への出演交渉」 テレビ朝日事業局 | ガンバリーナ                 |
| 8  | 7月22日       | 梅田悠 小原春香 谷咲伴美                                     | 今吉めぐみ     | 「SDN48の人気漫画誌にウリコミ! カラダを張った出演交渉」 集英社・週刊ヤングジャンプ編集部                                                                                             | Saturday night party         |
| 9  | 7月29日       | 穐田和恵 畠山智妃 三ツ井裕美                                 | 手束真知子     | 「『東京スポーツ』にSDN48の連載記事をウリコミ!」 東京スポーツ編集部 | 誘惑のガーター               |
| 10 | 8月5日        | 全員                                                         | 浦野一美       | 「SDN48の映画宣伝大使をかけてメンバー全員が挑むサバイバル企画! はたして過酷ゲームを生き残るのは誰か!?（前半戦）」                                                                    | --                           |
| 11 | 8月12日       | 全員                                                         | 浦野一美       | 「SDN48の映画宣伝大使をかけてメンバー全員が挑むサバイバル企画! はたして過酷ゲームを生き残るのは誰か!?（後半戦）」                                                                    | 孤独なランナー               |
| 12 | 8月19日       | 梅田悠 芹那 大山愛未 藤社優美 二宮悠嘉 KONAN 奈津子 谷咲伴美 | 大堀恵         | 「SDN48のメンバー内サバイバル戦に生き残った8名が映画の監督とプロデューサーの前で自慢のセクシーダンスパフォーマンスを初披露!」 『君が踊る、夏』監督：香月秀之，プロデューサー：有川俊 | ヴァンパイア計画             |
| 13 | 8月26日       | 相川友希 甲斐田樹里 福田朱子 伊東愛 松島瑠美 津田麻莉奈      | 甲斐田樹里     | 「SDN48の今回はオリジナルダンスパフォーマンス特集! セクシーからコミカルなものまで!」                                                                                                 | 坂戸よさこい2010（出演映像） |
| 14 | 9月2日        | -                                                            | なちゅ         | 「SDN48の「デビュー曲を歌う選抜メンバー12名の投票締め切り直前企画」 | ガンバリーナ                 |
| 15 | 9月9日        | -                                                            | -              | 「SDN48のデビュー曲を歌う12人の選抜メンバーを発表!!」 『→結果』 テレビ朝日アナウンサー：大木優紀，加藤泰平                                                                           | -                            |
| 16 | 9月16日       | -                                                            | -              | SDN48メジャーデビューできる人気投票上位12人の発表を見るメンバーの様子を一挙公開!運命の瞬間を一挙公開!                                                                                | -                            |
| 17 | 9月23日       | -                                                            | 佐藤由加理     | SDN48選抜メンバー発表 涙・涙・涙の舞台裏 | -                            |
| 18 | 9月30日       | デビューシングル選抜メンバー                                 | 野呂佳代       | ユニバーサルミュージックの社長にご挨拶 | BLACK BOY                    |

#### 2010年10月7日 - 11月25日
| 回 | 放送日         | ゲスト       | SDN48的意識調査                      | 骨までしゃぶれ すっぽんトーク | No.1 すっぽん娘 | 備考                                                                  |
| -- | -------------- | ------------ | ------------------------------------ | ----------------------------- | --------------- | --------------------------------------------------------------------- |
| 19 | 2010年 10月7日 | 有吉弘行     | 勝負下着を持っている？               | 万能ネギ                      | 穐田和恵        | 浦野は欠席                                                            |
| 20 | 10月14日       | 有吉弘行     | ナンパされてついて行ったことがある？ | 蛇口                          | 浦野一美        |                                                                       |
| 21 | 10月21日       | つるの剛士   | 男の浮気を許せる？                   | 隠し味                        | 芹那            |                                                                       |
| 22 | 10月28日       | つるの剛士   | ウソ泣きをしたことがある？           | たて笛                        | 二宮悠嘉        |                                                                       |
| 23 | 11月4日        | ふかわりょう | 私のタイプは…肉食系？or草食系？      | ふわふわ                      | 小原春香        |                                                                       |
| 24 | 11月11日       | ふかわりょう | 自分はキスが…うまい？orヘタ？        | すべり台                      | 大河内美紗      |                                                                       |
| 25 | 11月18日       | 東貴博       | 私は…Ｓだ？orＭだ？                  | 焼き海苔                      | 野呂佳代        |                                                                       |
| 26 | 11月25日       | 東貴博       | 酒の席での失敗が…ある？ない？        | ささくれ                      | 手束真知子      | 「SDN48日韓同時デビューに密着」のため「すっぽん娘のひとりごと」は休止 |

#### 2010年12月2日 - 2011年3月31日
| 回 | 放送日         | ゲスト                            | 内容                                                              | No.1 すっぽん娘 | 備考                                                                  |
| -- | -------------- | --------------------------------- | ----------------------------------------------------------------- | --------------- | --------------------------------------------------------------------- |
| 27 | 2010年 12月2日 | 岡田圭右 （ますだおかだ）         | SDN48的すっぴんリサーチ 思わずグッとくる男のしぐさ                | 津田麻莉奈      |                                                                       |
| 28 | 12月9日        | 岡田圭右 （ますだおかだ）         | 骨までしゃぶれすっぽんトーク 「泥」                               | 近藤さや香      |                                                                       |
| 29 | 12月16日       | 柳原哲也 （アメリカザリガニ）     | SDN48的すっぴんリサーチ 金の掛からない趣味?                       | 松島瑠美        |                                                                       |
| 30 | 12月23日       | 柳原哲也 （アメリカザリガニ）     | 骨までしゃぶれすっぽんトーク 「足の爪」                           | 細田海友        | 「SDN48にとって様々な出来事があった激動の2010年を漢字一字で振り返る」 |
| 31 | 2011年 1月6日  | ユースケ・サンタマリア            | SDN48的意識調査 忘れられない恋が…ある?ない?                       | -               | トークが盛り上がり次週に続けて放送したためNo.1すっぽん娘の発表なし    |
| 32 | 1月13日        | ユースケ・サンタマリア            | 骨までしゃぶれすっぽんトーク 「ブラジャー」                       | 野呂佳代        |                                                                       |
| 33 | 1月20日        | 伊達みきお （サンドウィッチマン） | SDN48的意識調査 自分はエロいと…思う?思わない?                     | 藤社優美        |                                                                       |
| 34 | 1月27日        | 伊達みきお （サンドウィッチマン） | 骨までしゃぶれすっぽんトーク 「上履き」                           | 大山愛未        | 緊急リサーチ 嗅ぐならどこ?「匂いフェチ」                              |
| 35 | 2月3日         | カンニング竹山                    | SDN48的すっぴんリサーチ なかなか分かってもらえない私だけの快感    | 畠山智妃        |                                                                       |
| 36 | 2月10日        | カンニング竹山                    | 骨までしゃぶれすっぽんトーク 「キラキラ」                         | 大堀恵          | 特別企画「SDN48からバレンタイン♡キッス」                              |
| 37 | 2月17日        | 井戸田潤 （スピードワゴン）       | SDN48的意識調査 男の気を引くテクニックを…持っている?持っていない? | 野呂佳代        | MC:劇団ひとり                                                         |
| 38 | 2月24日        | 井戸田潤 （スピードワゴン）       | 骨までしゃぶれすっぽんトーク 「濡れ雑巾」                         | チェン・チュー  | MC:劇団ひとり                                                         |
| 39 | 3月3日         | 鈴木拓 （ドランクドラゴン）       | SDN48的すっぴんリサーチ 自宅でしている恥ずかしい行動              | 大河内美紗      | MC:岡田圭右                                                           |
| 40 | 3月10日        | 鈴木拓 （ドランクドラゴン）       | 骨までしゃぶれすっぽんトーク 「猫じゃらし」                       | 津田麻莉奈      | MC:岡田圭右                                                           |
| 41 | 3月17日        | -                                 | 『本音、チュセヨ』 SDN48的意識調査スペシャル                      | -               | SDN48 2ndシングル 発表記念特別企画                                    |
| 42 | 3月24日        | -                                 | 『本音、チュセヨ』 SDN48的意識調査スペシャル                      | -               | SDN48 2ndシングル 発表記念特別企画                                    |
| 43 | 3月31日        | -                                 | 番組お引っ越し記念 すっぽん期末テスト                             | -               |                                                                       |

## すっぽんの女たち2→すっぽんの女たち→すっぽんの女たち〜巣に帰る〜

### 概要
- 2011年4月7日より放送時間を移動すると共に番組枠が10分拡大されて『すっぽんの女たち2』に改題され放送開始。
- SDN48メンバー35名（当時）全員が、3か月の間、2名もしくは3名ずつのトーナメント形式により様々なガチンコ勝負のゲームを行い頂点を目指す。
  - ベスト4まで勝ち上がったメンバーは、選抜メンバーとして『週刊ヤングマガジン』のグラビアページへの出演権を獲得できる。
    - 勝負に敗退すると優勝者が決定するまで原則として翌週以降の番組への出演がなくなる（ただし準々決勝以降、ゲームのアシスタントや盛り上げ要員として一部の敗退者のメンバーが出演している）。
    - 5月26日 - 6月9日放送分にて準々決勝が行われ、ベスト4は伊東愛、浦野一美、KONAN、野呂佳代に決定した。
- 5月12日に二宮悠嘉が卒業（脱退）を発表し、当番組も降板。その直前の放送分で大堀恵に勝利し準々決勝進出を決めていたが、敗れた大堀が代わりに準々決勝に進出し野呂と対戦している。
- 6月30日放送分の決勝戦にてクイーン（優勝者）は浦野に決定した。
- 7月7日放送分からリニューアルし、主に当番組の放送エリア内である東京近郊の温泉地・観光地を巡る内容に変更。また、全メンバーが一堂に会することが無くなった。
  - 7月21日放送分はアナログ放送でオンエアされた最後の回となった。
- 9月29日放送分を最後に放送開始時から単独提供してきたGREEが撤退。それまでSDN48メンバーらが出演するインフォマーシャル形式などのGREEのCMに代え、10月6日放送分からはSDN48のシングルの他に、AKB48、SKE48、NMB48のシングルのスポットCMが交互に放送され、番組タイトルも以前の『すっぽんの女たち』に改題された。
- 10月15日にAKB48劇場で行われた公演において、2012年3月31日をもってSDN48全メンバーが卒業することが発表されたことを受け、番組タイトルも10月20日放送分より『すっぽんの女たち〜巣に帰る〜』に再び改題された。番組内容も「卒業しそれぞれの夢に向かうメンバーを応援する」として、前半は番組ロゴマークがラッピングされたバス「ドリームシャトル号」の車内でのトーク（毎回10名ほどのメンバーが参加）、後半は毎回数名ずつのメンバーに焦点を当て、卒業後の各々の次の芸能活動開始に向けた動きを追ったドキュメンタリーといった構成にリニューアルがなされている。
- ナレーションは番組開始以来小原春香が勤めてきたが、『巣に帰る』へのリニューアル後は塩野潤二が担当。
- 上記の通りSDN48の全メンバー卒業に伴い2012年3月29日を以って終了。これにより『すっぽんの女たち』シリーズは1年10か月で幕を閉じた。

### 出演者
- MC：笑福亭笑瓶
- SDN48

### 企画
- SDN48ガチンコトーナメント（番組開始から2011年6月30日放送分まで）
- SDN48温泉バスツアー（2011年7月7日放送分から2012年10月13日放送分まで）
- SDN48卒業後のメンバーの夢を応援（2011年10月20日放送分以降）

## 番組スタッフ
- 監修：秋元康
- 構成：櫻井たつし
- カメラ：安達良・千葉明律
- VE：福重伸隆
- 音声：吉岡辰仲
- 編集：梓沢修二・高尾契太・高野智子・大鹿斎
- MA：野宮聡・イツルベ・セバスチャン
- CG：渡邊竜実・笠島久嗣・牧野惇
- 音効：宮田優
- 美術：大沼陽・小美野淳一
- 協力：アックス・池田屋・NΛO・eaLLIN
- 宣伝：中嶋哲也
- CAD：川嶋和成
- AD：山崎信・前川恭平・嶋崎豊
- ディレクター：金子大輔・長戸洋明
- 演出：福浜和美
- プロデューサー：奥村彰浩（テレビ朝日）・井澤秀治（電通）・加藤和廣（TIX'ﾖ）
- 制作協力：TIX'ﾖ
- 制作著作：テレビ朝日・電通